# Oedelum
Oedelum ist ein Ortsteil der Gemeinde Schellerten im äußersten Nordosten des Landkreises Hildesheim in Niedersachsen, inmitten der Hildesheimer Börde. Westlich des Ortes liegt das Rittergut Neu-Oedelum.
Oedelum ist eine von zwölf Ortschaften, aus denen 1974 die Gemeinde Schellerten entstand und die heute die zwölf Ortsteile der Gemeinde bilden. Nachbarorte von Oedelum sind Bierbergen und Soßmar, bereits im Landkreis Peine, sowie Mölme, Adlum und Garmissen im Landkreis Hildesheim.

## Geschichte
Im 12. Jahrhundert wurde Oedelum als Odilem bzw. Odelem urkundlich erwähnt, als das Dorf anfangs dem Moritzstift in Moritzberg gehörte und später (1258) durch Kauf an das Kloster Loccum fiel. Das Kloster Loccum erhielt dabei auch das Patronatsrecht der Kirche in Oedelum, die seither von auswärtigen Geistlichen betreut wird. 1542 zählte man in Oedelum 150 Einwohner. Die lutherische Lehre wurde 1593 eingeführt. 1810 bestand Oedelum aus 63 Häusern, in denen 445 Menschen lebten. 1931 begann man, auf dem Gebiet des Ortes nach Erdöl zu bohren. Am 1. März 1974 wurde Oedelum ein Ortsteil von Schellerten. Am 30. Juni 2009 zählte der Ort 536 Einwohner.

## Verkehr
Durch den Ort führt die Landesstraße 477.

## Sehenswürdigkeiten

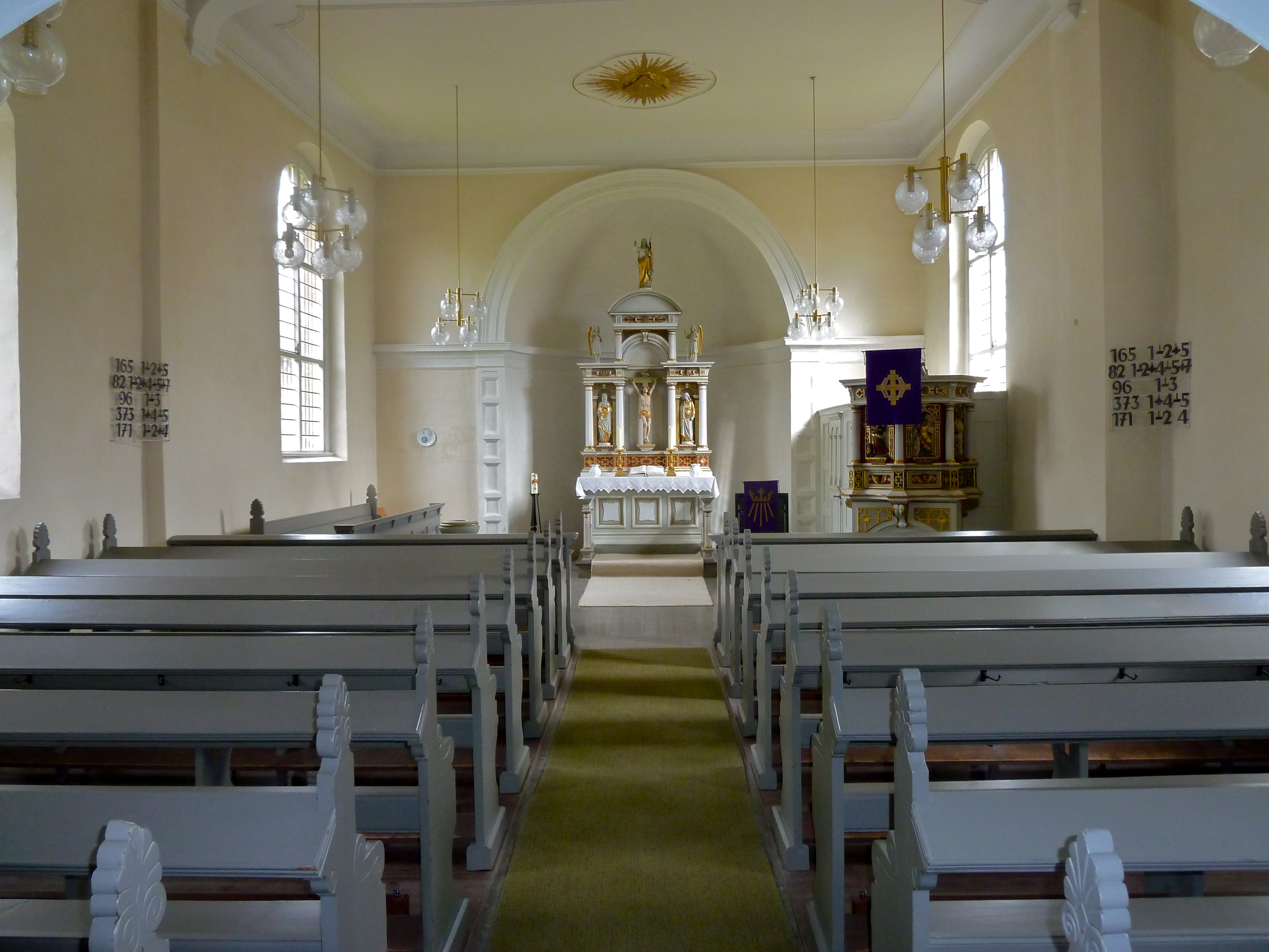
Innenansicht der evangelischen Kirche von Oedelum

Über dem Eingang der aus Bruchsteinen errichteten Ev.-luth. Kirche Oedelum ist die Jahreszahl 1747 zu lesen, wobei nicht bekannt ist, ob sie sich auf den Beginn oder auf den Abschluss von Renovierungsarbeiten bezieht. Ein im Auftrage des Klosters Loccum angefertigtes Gutachten eines Maurermeisters aus Hildesheim hatte 1742 ergeben, dass sich die Kirche in schlechtem Zustand befand. Apsis und Chor wurden 1774 erneuert. Nach einer weiteren Renovierung im Jahre 1868 erhielt die Kirche 1870 eine neue, von dem Orgelbauer Heinrich Schaper aus Hildesheim erbaute Orgel. Sie steht heute unter Denkmalschutz. Der Kirchturm in seiner heutigen Form wurde 1927 erbaut. Im Innern der Kirche ist neben der Orgel vor allem die Kanzel beachtenswert, von der ein Teil von einer älteren Kanzel aus der Zeit der Renaissance um 1600 stammt. Unter den farbenprächtigen Holzschnitzereien sind ein Engel mit Hut sowie ein Moses mit zwei Hörnern besonders bemerkenswert. Die Deckengemälde der Kirche stammen vom Ende des 18. Jahrhunderts.

## Söhne und Töchter
- Hermann Westermann (1869–1959), Landwirt und Politiker

### Weitere Persönlichkeiten
- Carl Huter (1861–1912), entwickelte eine Lehre aus Physiognomik und Phrenologie; nach dem Tod seines Vaters im Jahr 1868 lebte er bei Verwandten auf einem kleinen Bauernhof in Oedelum
- Karl Henning von Barsewisch (1895–1981), Generalmajor, Import- und Exportkaufmann und Inhaber eines Bankhauses; im März 1945 flüchtete seine Familie nach Oedelum
- Bernhard von Barsewisch (* 1935), Mediziner, Kunstsammler und Genealoge; er flüchtete mit der elterlichen Familie noch vor Kriegsende 1945 nach Oedelum